# Мирослав Юстек
Мирослав Юстек (пол. Mirosław Justek; 23 вересня 1948, Слупськ — 24 січня 1998, Познань) — польський футболіст, що грав на позиції захисника.
Виступав, зокрема, за клуби «Погонь» (Щецин) та «Лех», а також національну збірну Польщі.

## Клубна кар'єра
Вихованець школи футбольного клубу «Цєслікі» (Слупськ). У дорослому футболі дебютував 1967 року виступами за команду клубу «Погонь» (Щецин), в якій провів дев'ять сезонів, взявши участь у 153 матчах чемпіонату.
Своєю грою за цю команду привернув увагу представників тренерського штабу клубу «Лех», до складу якого приєднався 1976 року. Відіграв за команду з Познані наступні три сезони своєї ігрової кар'єри. Більшість часу, проведеного у складі «Леха», був основним гравцем захисту команди.
Протягом 1979–1980 років захищав кольори бельгійського футбольного клубу «Антверпен».
Пізніше продовжив виступи у клубі «Шарлеруа», за команду якого виступав протягом 1980–1982 років.
Закінчив професійну ігрову кар'єру у бельгійському футбольному клубі «Лібремон», за команду якого виступав протягом 1982–1983 років.
Помер 24 січня 1998 року на 50-му році життя у місті Познань.

## Виступи за збірну
1978 року дебютував в офіційних матчах у складі національної збірної Польщі. Протягом кар'єри у національній команді, яка тривала усього 1 рік, провів у формі головної команди країни 3 матчі.
У складі збірної був учасником чемпіонату світу 1978 року в Аргентині.